# Gymnocalycium amerhauseri
Gymnocalycium amerhauseri (H.Till, 1994; укр. Гімнокаліціум Амергаузера, гімнокаліціум амергаузері) — кактус з роду гімнокаліціум (підрід Gymnocalycium).

## Етимологія
Видова назва дана на честь Гельмута Амергаузера (нар. 1941; нім. Helmut Amerhauser) — австрійського фахівця з кактусових, члена Австрійської робочої групи з вивчення роду Гімнокаліціум, дослідника Аргентини, Болівії і Парагваю, одного з найвідоміших збирачів кактусів під акронімом НА.

## Загальна біоморфологічна характеристика
Стебло від приплюснуто-кулястого до кулястого, пухке, колір — від темно-зеленого до синюватого та сіро-зеленого, глянсовий, близько 2,5 см заввишки, 5-6 см в діаметрі. Ребер зазвичай 8, округлі. Ареоли овальні з жовтувато-білим пухом, з віком опушення зникає. Центральна колючка одна, представлена тільки на зрілих ареолах, 12-14 мм завдовжки. Радіальних колючок 5-7, трохи зігнуті або прямі, білі з темно-коричневими основами 6-12 мм завдовжки. Квіти воронкоподібні, широко відкриті, вершково-білі до палево-рожевих, до 3 см в діаметрі. Плоди овальні, темно-зелені, 32-33 мм завдовжки і до 19 мм в діаметрі.
Рослини зазвичай зростають поодиноко.

## Ареал
Цей вид є ендемічним в Аргентині, де він зустрічається у провінції Кордоба.

## Екологія
Росте на високогірних луках на висоті від 1 450 до 1 600 м над рівнем моря.

## Охорона у природі
Рідкісний вид.Gymnocalycium amerhauseri входить до Червоного списку Міжнародного Союзу Охорони Природи, стан — під загрозою зникнення.
Вид відомий тільки з одного локалітету, де за оцінками його чисельність складає не більше 250 рослин. Популяція за чисельністю стабільна, проте існує потенційна загроза для виду від пожеж і туризму, що розвивається в цій області.
На природоохоронних територіях Аргентини цей вид не присутній.